# Új-Zéland turizmusa

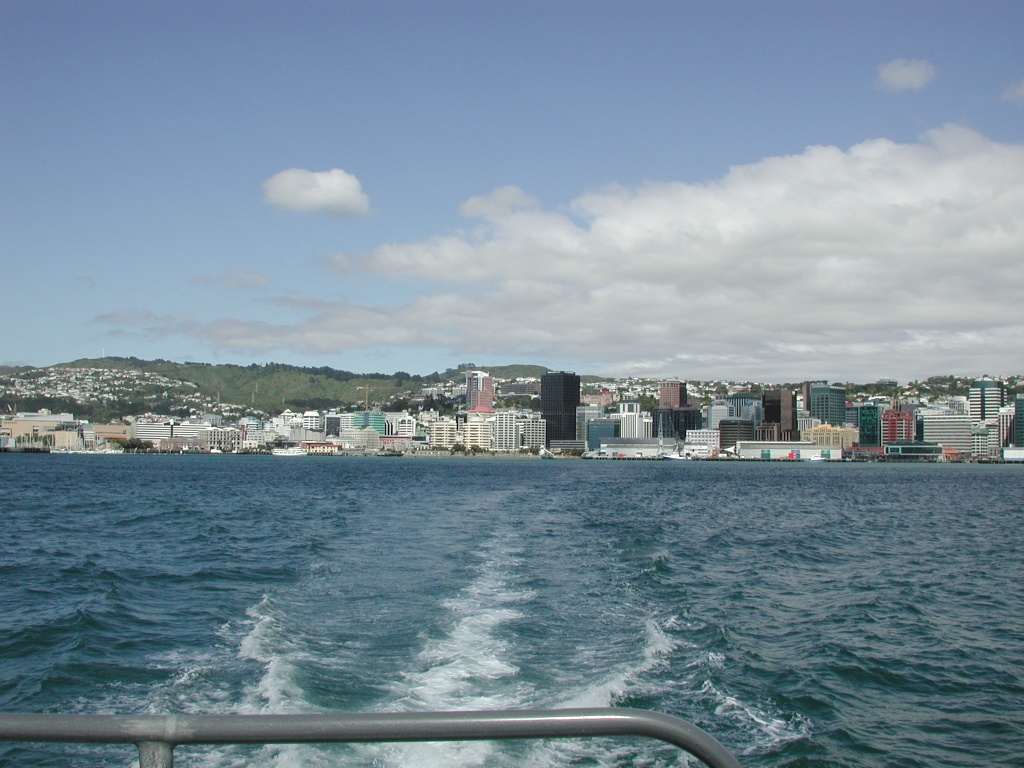
Wellington a tenger felől

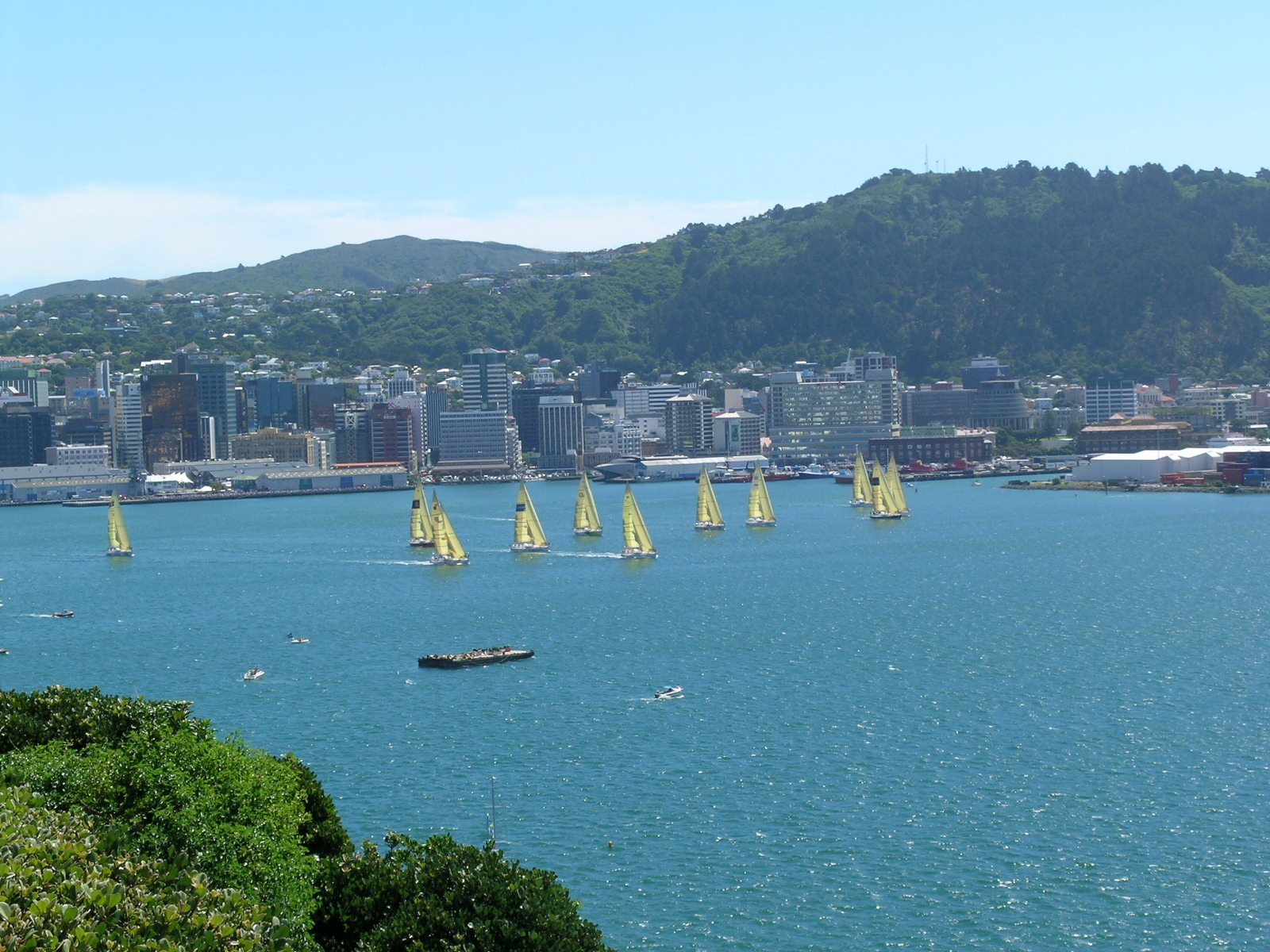
Vitorlásverseny a wellingtoni kikötőben

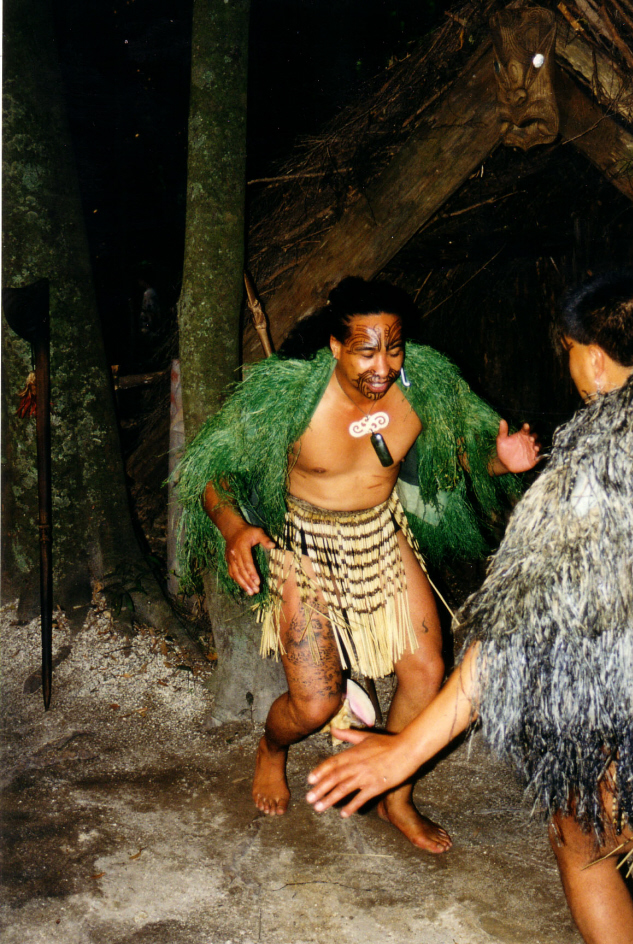
Maori őslakos

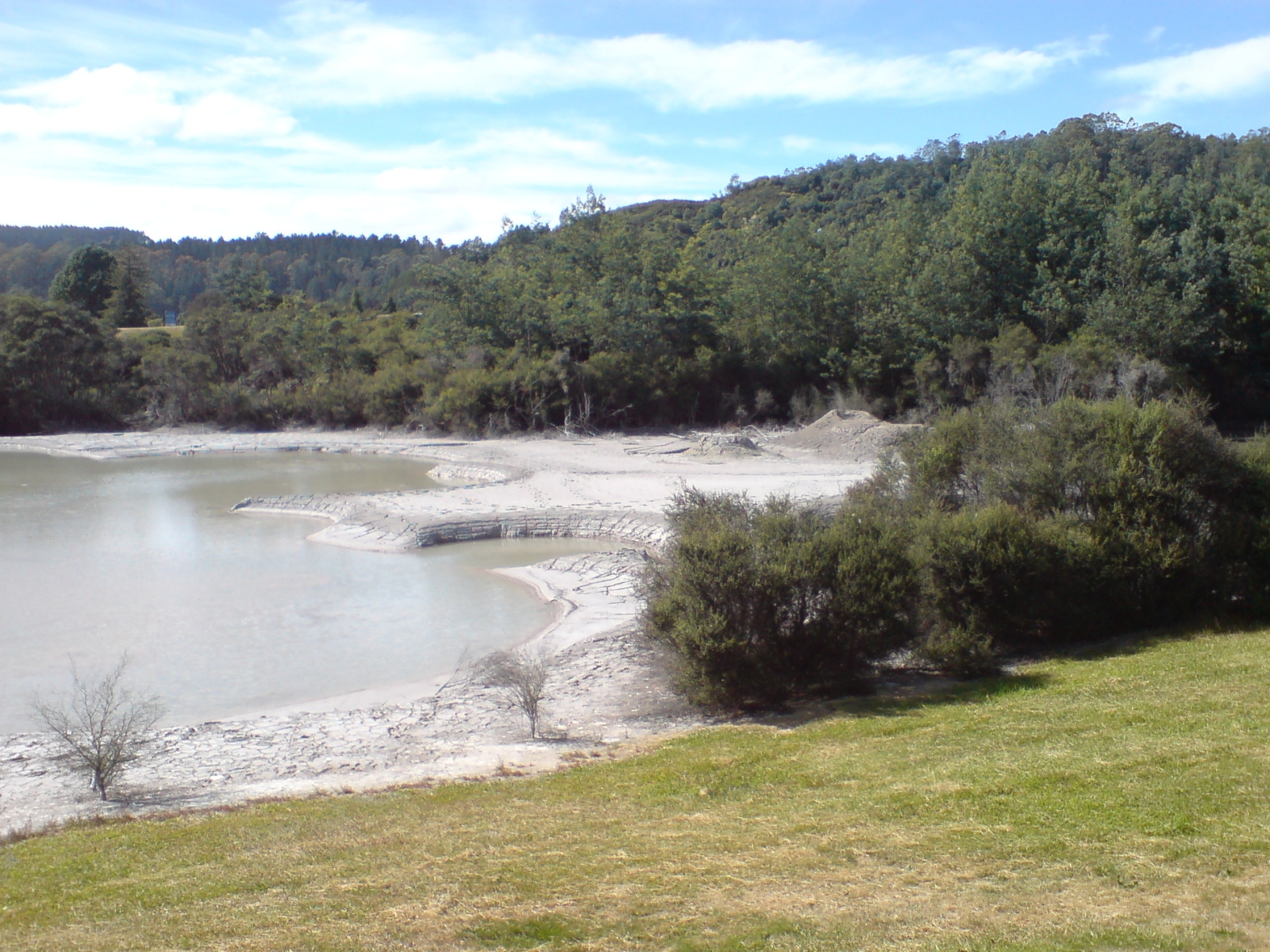
Rotorua a geotermikus jelenségek központja

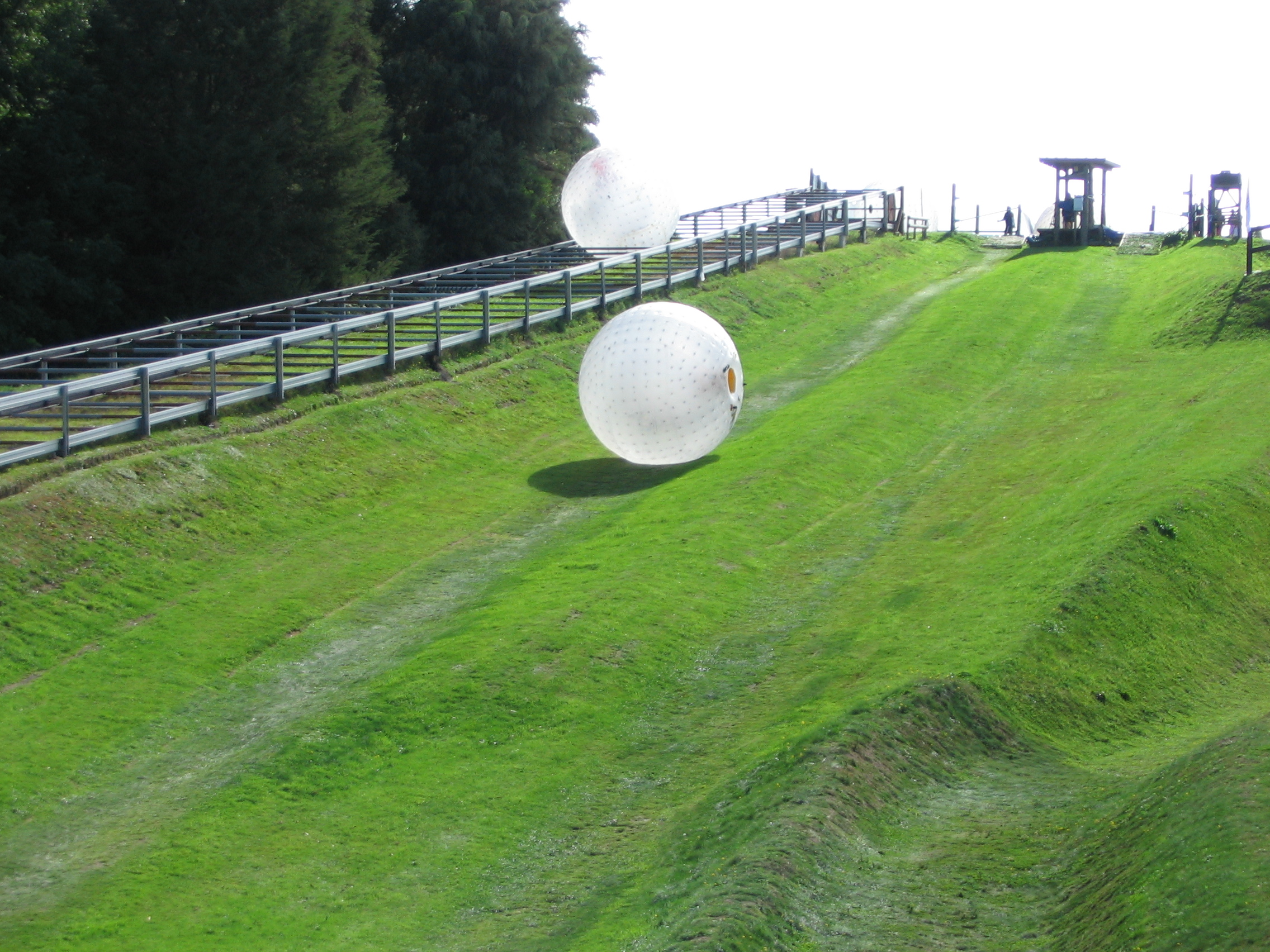
Extrém sport a zorbing

Új-Zéland turizmusát a rendkívüli sokszínűség jellemzi. Az ország első számú vonzerejét, a természetet rendkívüli módon óvják. A természeti vonzerők közül kiemelkednek az aktív vulkánok, a posztvulkáni működések (gejzír, iszapvulkánok,  füstölgő fumarolák, meleg vizű tavak), magashegység által kialakított formák (morénatavak, gleccserek, mérsékelt övi esőerdők,  fjordok, szubtrópusi strandolásra alkalmas tengerpart. Az ország jelképe a páfrány és a kiwi. Egzotikusak az óriásfenyők, oposszumok, kea papagájok,  bálnák, delfinek, fókák és pingvinek.
A természetföldrajzi tankönyv szinte minden oldala megelevenedik. Új Zéland kiterjeszkedésében, földrajzi helyzetében szinte Olaszországhoz hasonlítható, csak a déli féltekére kivetítve. A fő turista küldő országoktól nagy távolságra és a változatos vonzerőknek tulajdonítható, hogy a turisták ebben az országban tartózkodnak a legtovább.  Az átlagos tartózkodási idő 19 nap, ami a világon a leghosszabbnak tekinthető. Az utazások fajlagos értéke, viszont nem kiemelkedő. Ez annak tudható be, hogy az idelátogató turisták nem a leggazdagabbak, hanem a természet és kalandkedvelők csoportjába tartoznak.
Önálló vonzerőt jelentenek az extrém sportok, amelyek egy része új-zélandi eredetű. Ilyenek: a kötélugrás (bungee jumping), a jet boat, a jet ski, a vadvízi evezés (rafting), a kanyoning a trekking és a paragliding.
Különleges vonzerő, főleg a európai látogatók számára, mert  a Föld ellenkezőpontján terül el, azaz a déli féltekén. Az időkülönbség 12 órányi. A földgolyón ennél távolabb nem utazhat senki. A földrészektől való távolság óriási, hiszen a legközelebbi földrésztől Ausztráliától 2000 km-re fekszik. Az ország természeti értékei kis területen koncentrálódnak és szinte felbecsülhetetlenek. Ezenkívül a közelmúltban bemutatott A Gyűrűk Ura című filmsorozat helyszíneinek tematikus útvonala is sokakat vonz oda. Az őslakosság a maori lakosság kultúrája, hagyományai is fakultatív (kiegészítő) programként szerepelnek a kínálatban.

## Turisztikai régiói

### Északi-sziget
Turisztikai célpontok:
- Auckland az ország legnagyobb városa, az „ország kapuja”, a vitorlázók paradicsoma,
- Waitangi történelmi emlékhely. A britek 1840-ben itt kötötték meg a maorikkal a mai állam alapját jelentő szerződést. Itt található a maori kultúra legnagyobb gyűjteménye
- Coromandel félsziget A félsziget a Csendes-óceán partvidékén található a legkedveltebb szubtrópusi üdülőhelyekkel. a strandok mögött óriási kaurierdők díszlenek.
  - Rotorua a geotermikus vidék egyik központja,
  - Whakarewarewa geotermikus parkban működik az ország legnagyobb gejzírje (Pohotu-gejzír)
- Waiotapu geotermikus park a különféle ásványokkal megfestett színes tavairól és a Lady Knox gejzírről nevezetes
- Taupo-tó Új-Zéland legnagyobb krátertava.

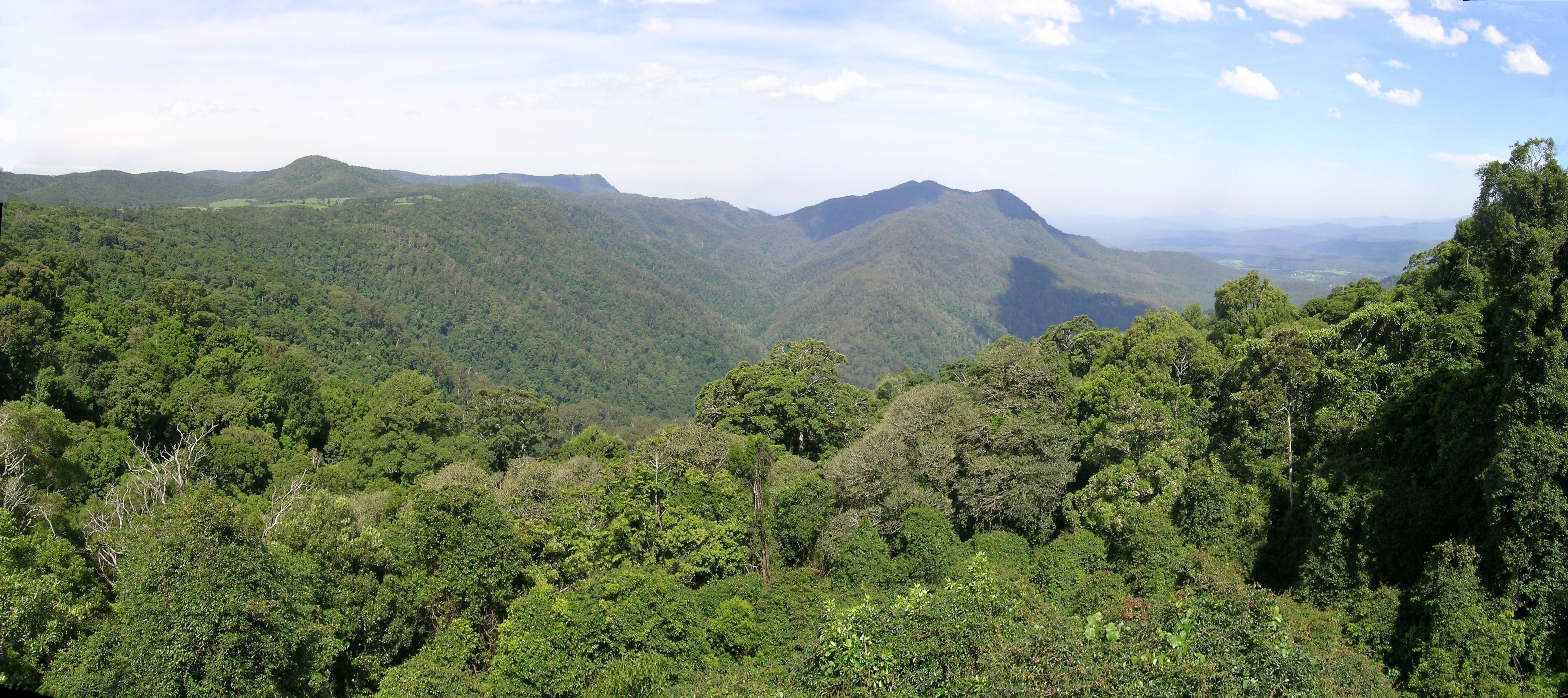
Dorrigo Nemzeti Park

- Tongario Nemzeti Park az ország egyik legértékesebb természeti tája, ahol három vulkánóriás emelkedik: A Tongario, a Ngauruhoe és a Ruapehu. Itt találhatóak a „Gyűrűk ura”  filmtrilógia színhelyei is. A vulkáni keleti előterében, ahová a magashegységek csak kevés csapadékot engednek, félsivatagos területeket találhatunk.
- Wellington a sziget déli pontján található a főváros, amely az üzleti és konferenciaturizmus központja.

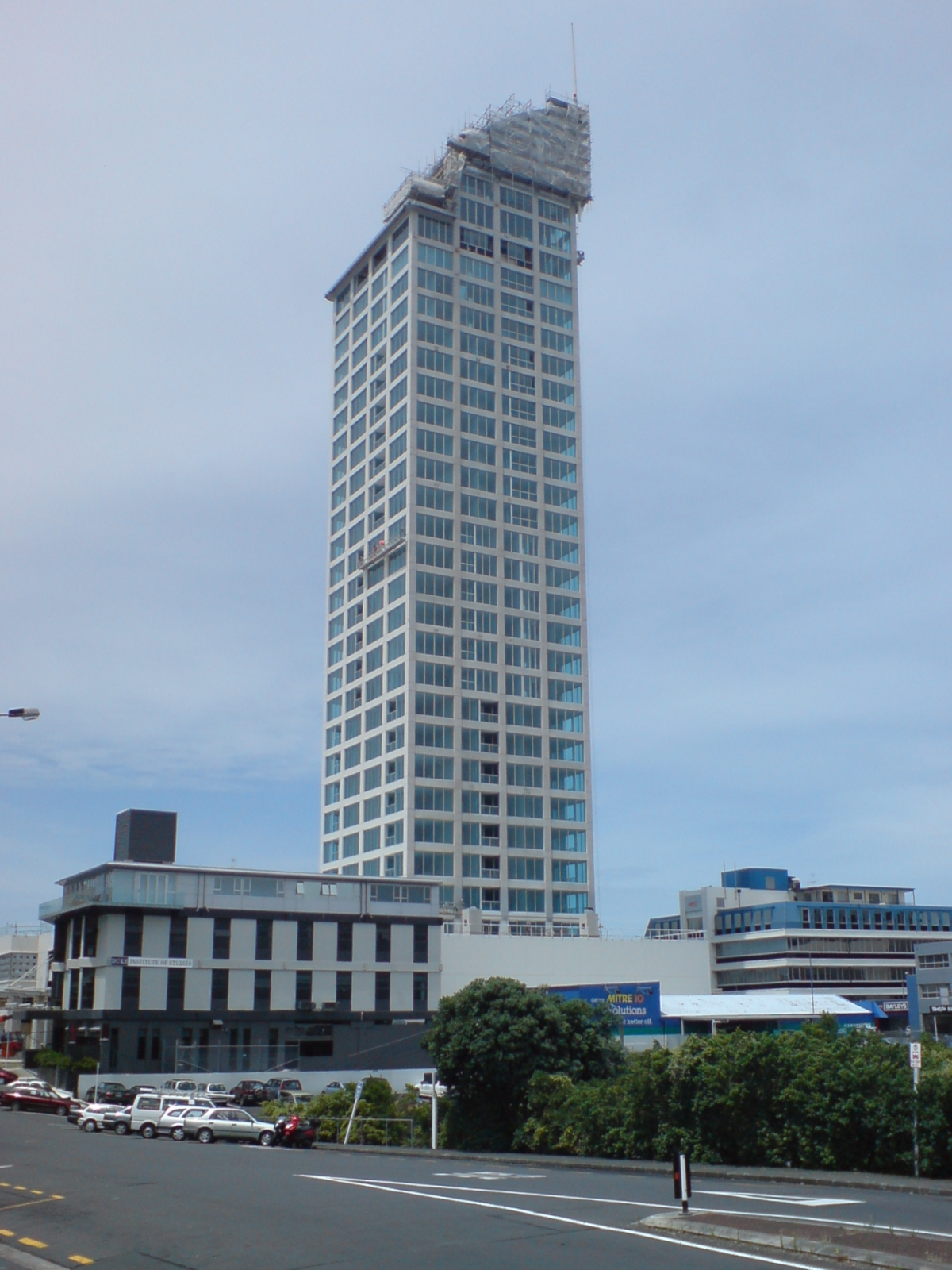
Az „Aucklandi őrszem”

### Déli-sziget
A sziget északi szélén jelentős a borturizmus. A Kaikoura-hegységben egy tengerfenéki mély kanyonban a Csendes-óceán állatvilága rendkívül gazdag.
Turisztikai célpontok:
- Kaikoura a bálna, fóka és delfinnéző hajókirándulások központja.
- Christchurch a Déli-sziget legnagyobb városa és egyben kulturális központja.
- Déli-Alpok a sziget nyugati partjával párhuzamosan fekszik és a nyugati (szeles) oldalán rendkívül csapadékos (6–7000 mm/év) Ezért itt egyedülálló módon egymás mellett helyezkednek el a mérsékelt övi esőerdők és a gleccserek.
  - Ferenc József-gleccser,
  - Fox-gleccser,
  - Tasman-gleccser
  - A Paparoa Nemzeti Park a Tasman-tenger partján emelkednek a Palacsinta sziklák a bizarr mészkőrétegek.

A Déli-Alpok nyugati szárazabb oldalán morénatavak húzódnak.
- Queenstown a kalandorok és az extrém sportok Mekkája.
- Te Wahipounamu Nemzeti Park amely több nemzeti parkot is magában foglal a sziget délnyugati részén
  - Westland Nemzeti Park,
  - Mount Cook Nemzeti Park,
  - Mount Aspiring Nemzeti Park,
  - Fjordland Nemzeti Park,

### Új Zéland külbirtokai

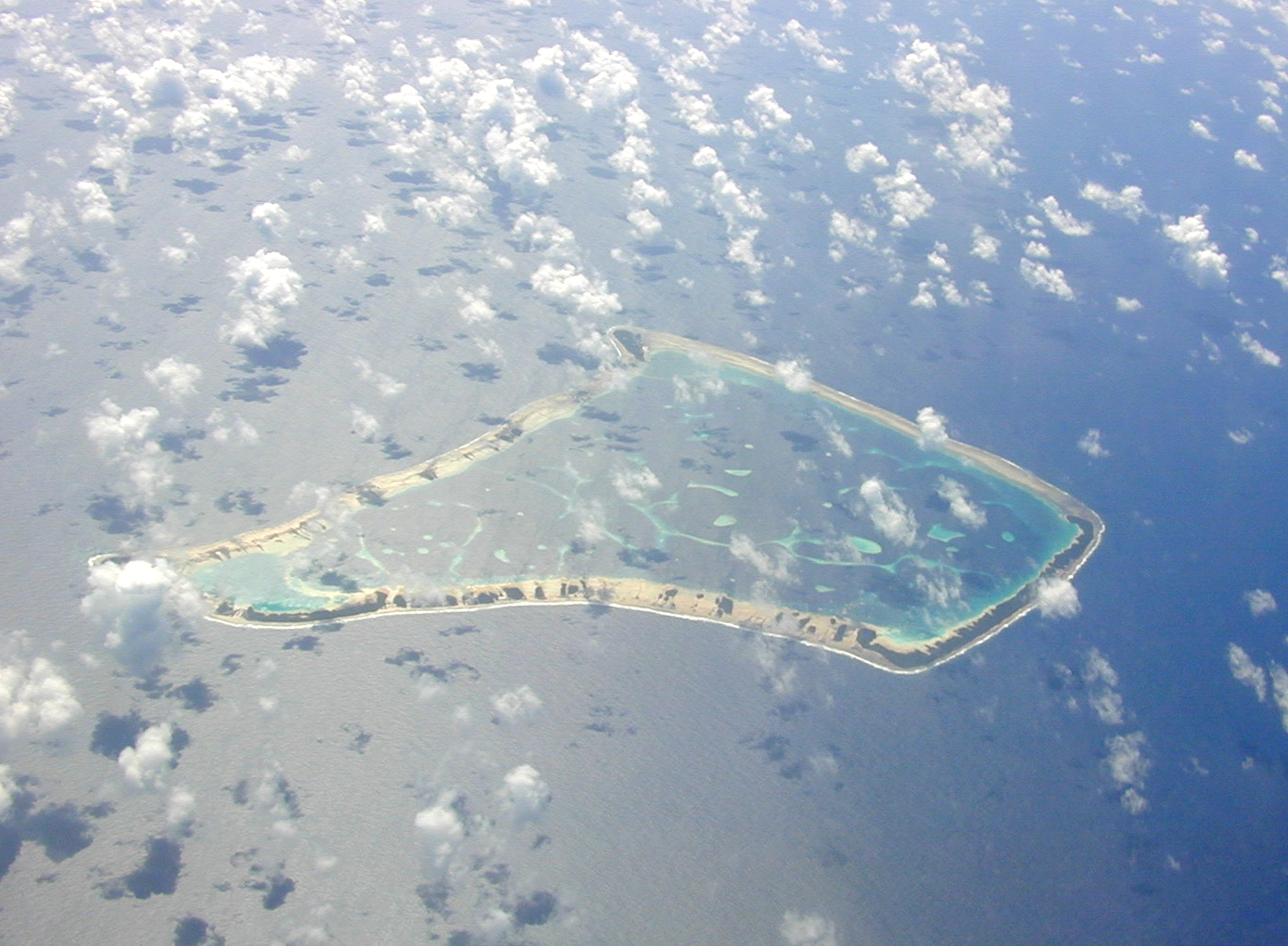
Tokelau-szigetek legdélibb atolljának légi felvétele

A szigetállamhoz három szigetcsoport tartozik : a Cook szigetek, Niue és Tokeleau szigetek.
- Cook-szigetek 13 lakott és 2 lakatlan szigete a Csendes-óceán déli részén Amerikai-Számoa és Francia Polinézia között Két szigetcsoportjából az északit korallképződmények, a délit vulkanikus eredetű szigetek alkotják. James Cook angol tengerész fedezte fel 1773-ban és ezért őróla nevezték el. A Cook szigetek atolljaiban gyöngykagylót tenyésztenek.
- Niue korallszigetet szintén Cook fedezte fel 1774-ben. A szigetet évről évre pusztító ciklonok veszélyeztetik. Földjén kókuszdiót és déligyümölcsöket termesztenek.
- Tokelau-szigetek csoportja három atollból áll. Lakói elsősorban a kókuszdió és a déligyümölcsök termesztéséből és a halászatból élnek meg. Bélyegkiadásáról is nevezetes.

Mindhárom területet a turizmus dinamikus fejlődése jellemzi.

## Külső hivatkozások
- uj-zeland-utazas.lap.hu
- www.sulinet.hu